# Struthiola anomala
Struthiola anomala är en tibastväxtart som beskrevs av O.M. Hilliard. Struthiola anomala ingår i släktet Struthiola och familjen tibastväxter. Inga underarter finns listade i Catalogue of Life.